# Lewis Miller
Lewis Miller (Sydney, 24 agosto 2000) è un calciatore australiano, difensore dell'Hibernian e della nazionale australiana.

## Carriera

### Club
Cresciuto nei settori giovanili di Sydney FC e C.C. Mariners, dopo aver firmato un contratto di addestramento nell'ottobre del 2019, il 13 gennaio 2020 si lega al club di Gosford con un biennale, il primo di natura professionistica. Il 9 giugno 2022, dopo aver firmato un pre-accordo con il Macarthur, si trasferisce all'Hibernian, con cui si lega fino al 2025.

### Nazionale
Ha esordito con la nazionale australiana il 12 ottobre 2023, alla prima convocazione, nell'amichevole persa per 1-0 contro l'Inghilterra.
Il 14 ottobre 2024 realizza il suo primo gol per l'Australia nel successo per 3-1 contro la Cina.

## Statistiche

### Presenze e reti nei club
Statistiche aggiornate al 14 maggio 2025.
| Stagione             | Squadra              | Campionato           | Campionato | Campionato | Coppe nazionali | Coppe nazionali | Coppe nazionali | Coppe continentali | Coppe continentali | Coppe continentali | Altre coppe | Altre coppe | Altre coppe | Totale | Totale | Totale |
| Stagione             | Squadra              | Comp                 | Pres       | Reti       | Comp            | Pres            | Reti            | Comp               | Pres               | Reti               | Comp        | Pres        | Reti        | Pres   | Reti   |        |
| -------------------- | -------------------- | -------------------- | ---------- | ---------- | --------------- | --------------- | --------------- | ------------------ | ------------------ | ------------------ | ----------- | ----------- | ----------- | ------ | ------ | ------ |
| 2018-2019            | C.C. Mariners        | AL                   | 3          | 0          | CA              | 0               | 0               | -                  | -                  | -                  | -           | -           | -           | 3      | 0      |        |
| 2019-2020            | C.C. Mariners        | AL                   | 17         | 0          | CA              | 1               | 0               | -                  | -                  | -                  | -           | -           | -           | 18     | 0      |        |
| 2020-2021            | C.C. Mariners        | AL                   | 12+1       | 0          | -               | -               | -               | -                  | -                  | -                  | -           | -           | -           | 13     | 0      |        |
| 2021-2022            | C.C. Mariners        | AL                   | 21+1       | 1          | CA              | 4               | 0               | -                  | -                  | -                  | -           | -           | -           | 26     | 1      |        |
| Totale C.C. Mariners | Totale C.C. Mariners | Totale C.C. Mariners | 53+2       | 1          |                 | 5               | 0               |                    | -                  | -                  |             | -           | -           | 60     | 1      |        |
| 2022-2023            | Hibernian            | SP                   | 12         | 0          | CS+CdL          | 0+4             | 0               | -                  | -                  | -                  | -           | -           | -           | 16     | 0      |        |
| 2023-2024            | Hibernian            | SP                   | 21         | 2          | CS+CdL          | 1+3             | 0               | UECL               | 5                  | 0                  | -           | -           | -           | 30     | 2      |        |
| 2024-2025            | Hibernian            | SP                   | 32         | 1          | CS+CdL          | 2+5             | 0+2             | -                  | -                  | -                  | -           | -           | -           | 39     | 3      |        |
| Totale Hibernian     | Totale Hibernian     | Totale Hibernian     | 65         | 3          |                 | 15              | 2               |                    | 5                  | 0                  |             | -           | -           | 85     | 5      |        |
| Totale carriera      | Totale carriera      | Totale carriera      | 118+2      | 4          |                 | 20              | 2               |                    | 5                  | 0                  |             | -           | -           | 145    | 6      |        |

### Cronologia presenze e reti in nazionale
| Cronologia completa delle presenze e delle reti in nazionale ― Australia | Cronologia completa delle presenze e delle reti in nazionale ― Australia | Cronologia completa delle presenze e delle reti in nazionale ― Australia | Cronologia completa delle presenze e delle reti in nazionale ― Australia | Cronologia completa delle presenze e delle reti in nazionale ― Australia | Cronologia completa delle presenze e delle reti in nazionale ― Australia | Cronologia completa delle presenze e delle reti in nazionale ― Australia | Cronologia completa delle presenze e delle reti in nazionale ― Australia |
| Data                                                                     | Città                                                                    | In casa                                                                  | Risultato                                                                | Ospiti                                                                   | Competizione                                                             | Reti                                                                     | Note                                                                     |
| ------------------------------------------------------------------------ | ------------------------------------------------------------------------ | ------------------------------------------------------------------------ | ------------------------------------------------------------------------ | ------------------------------------------------------------------------ | ------------------------------------------------------------------------ | ------------------------------------------------------------------------ | ------------------------------------------------------------------------ |
| 13-10-2023                                                               | Londra                                                                   | Inghilterra                                                              | 1 – 0                                                                    | Australia                                                                | Amichevole                                                               | -                                                                        | 74’                                                                      |
| 17-10-2023                                                               | Londra                                                                   | Australia                                                                | 2 – 0                                                                    | Nuova Zelanda                                                            | Amichevole                                                               | -                                                                        | 45’                                                                      |
| 16-11-2023                                                               | Melbourne                                                                | Australia                                                                | 7 – 0                                                                    | Bangladesh                                                               | Qual. Mondiali 2026                                                      | -                                                                        |                                                                          |
| 21-11-2023                                                               | Al Kuwait                                                                | Palestina                                                                | 0 – 1                                                                    | Australia                                                                | Qual. Mondiali 2026                                                      | -                                                                        | 21’                                                                      |
| 23-1-2024                                                                | Al Wakrah                                                                | Australia                                                                | 1 – 1                                                                    | Uzbekistan                                                               | Coppa d'Asia 2023 - 1º turno                                             | -                                                                        | 90+4’                                                                    |
| 2-2-2024                                                                 | Al Wakrah                                                                | Australia                                                                | 1 – 2 dts                                                                | Corea del Sud                                                            | Coppa d'Asia 2023 - Quarti di finale                                     | -                                                                        | 73’                                                                      |
| 10-10-2024                                                               | Adelaide                                                                 | Australia                                                                | 3 – 1                                                                    | Cina                                                                     | Qual. Mondiali 2026                                                      | 1                                                                        |                                                                          |
| 15-10-2024                                                               | Saitama                                                                  | Giappone                                                                 | 1 – 1                                                                    | Australia                                                                | Qual. Mondiali 2026                                                      | -                                                                        | 82’                                                                      |
| 14-11-2024                                                               | Melbourne                                                                | Australia                                                                | 0 – 0                                                                    | Arabia Saudita                                                           | Qual. Mondiali 2026                                                      | -                                                                        |                                                                          |
| 19-11-2024                                                               | Riffa                                                                    | Bahrein                                                                  | 2 – 2                                                                    | Australia                                                                | Qual. Mondiali 2026                                                      | -                                                                        | 63’                                                                      |
| 20-3-2025                                                                | Sydney                                                                   | Australia                                                                | 5 – 1                                                                    | Indonesia                                                                | Qual. Mondiali 2026                                                      | 1                                                                        | 72’                                                                      |
| 25-3-2025                                                                | Hangzhou                                                                 | Cina                                                                     | 0 – 2                                                                    | Australia                                                                | Qual. Mondiali 2026                                                      | -                                                                        | 76’                                                                      |
| 5-6-2025                                                                 | Perth                                                                    | Australia                                                                | 1 – 0                                                                    | Giappone                                                                 | Qual. Mondiali 2026                                                      | -                                                                        | 68’                                                                      |
| 10-6-2025                                                                | Gedda                                                                    | Arabia Saudita                                                           | 1 – 2                                                                    | Australia                                                                | Qual. Mondiali 2026                                                      | -                                                                        |                                                                          |
| Totale                                                                   |                                                                          | Presenze                                                                 | 14                                                                       |                                                                          | Reti                                                                     | 2                                                                        |                                                                          |